# آربولتس
آربولتس (به اسپانیایی: Arboletes) یک سکونتگاه مسکونی در کلمبیا است که در Urabá Antioquia واقع شده‌است.

## خصوصیات
آربولتس ۷۱۸ کیلومترمربع مساحت و ۳۴٬۲۹۳ نفر جمعیت دارد و ۵۰ متر بالاتر از سطح دریا واقع شده‌است.